# Pogreb grofa Orgaze
Pogreb grofa Orgaza je manirističko ulje na platnu koje je naslikao El Greco 1586. godine za grobnicu grofa Don Gonzala Ruiza u crkvi sv. Tome (Santo Tomé) u Toledu.

## Povijest
El Greco je već živio sedam godina u Toledu kada je Crkva sv. Tome u Toledu naručila komemorativno djelo kojim bi se proslavio pokojni grof Orgaz. Prema navodima njegovog pogreba 1312. godine, pogrebna povorka je prisustvovala viziju sv. Augustina i sv. Stjepana koji su sašli s nebesa kako bi grofovo tijelo polegli u grob.
El Greco je sliku naslikao od 1586. do 1588. godine i slika je postavljena izravno na zid iznad same grobnice u obliku sarkofaga, tako da izgleda da se grof polaže izravno u grobnicu.

## Odlike
Na slici je prikazana scena spuštanja grofova tijela u grob, u donjem pravougaonom dijelu slike, ali i nebeska vizija u gornjem lučnom dijelu slike. Na gornjem dijelu su prikazani Djevica Marija i Isus Krist kako vijećaju sa sv. Ivanom Krstiteljem, okruženi svecima i anđelima. El Greco je iskoristio ekstremni maniristički stil slikanja kako bi prikazao kovitlac zemaljskih i božanskih snaga.
Na donjem dijelu nalaze se sv. Stjepan i sv. Augustin u zlatnim biskupskim odorama kako spuštaju grofovo tijelo u pozlaćenom oklopu u grob. Oko i iza njih se nalaze osobe u crnom čije glave čine svijetli friz kojim se dijele zemaljska i nebeska sfera. Neki od ovih portreta predstavljaju El Grecove suvremenike, između ostalih peti s lijeva je Julije Klović, a šesti, odmah do njega, je autoportret samog slikara kao jedini lik, pored svećenika u prvom planu, koji gleda u scenu iznad kao da je svjestan što se događa.
U lijevom kutu stoji dječak u crnom koji je portret slikarevog sina, a u njegovom džepu se nalazi rupčić s potpisom umjetnika i godina rođenja dječaka (1578.), čime je slikar zaokružio životnu priču – rođenje i smrt na istoj slici.

## Poveznice
- El Greco
- Manirizam

## Vanjske poveznice
- Crkva sv. Tome u Toledu
- "Dvije slike i skeptik"  Arhivirana inačica izvorne stranice od 14. svibnja 2008. (Wayback Machine), predavanje Stewarta Sutherlanda koje povezuje ovu sliku s Picassovom slikom Guernica (slika) (tekst, audio i video formati).